# Gammalsmåla göl
Gammalsmåla göl är en sjö i Tingsryds kommun i Småland och ingår i Ronnebyåns huvudavrinningsområde.